# Tỉ lệ đảm bảo khả năng thanh khoản
Tỷ lệ đảm bảo khả năng thanh khoản

## Khái niệm
Tỉ lệ đảm bảo khả năng thanh khoản là tỉ lệ nắm giữ tài sản có tính thanh khoản cao bởi các tổ chức tài chính, để đảm bảo khả năng liên tục đáp ứng các nghĩa vụ nợ ngắn hạn của họ.
Chỉ số này về cơ bản là một bài kiểm tra nhằm dự đoán các cú sốc trên toàn thị trường và đảm bảo rằng các tổ chức tài chính có sự bảo toàn vốn phù hợp, để tránh sự gián đoạn thanh khoản ngắn hạn nào ảnh hưởng đến thị trường.
Tỷ lệ này được tính toán như sau: Lượng tài sản có tính thanh khoản cao chia cho Tổng lượng dòng tiền ròng
Từ viết tắt là LCR là từ viết tắt của từ tiếng Anh Liquidity Coverage Ratio
Đây là một trong 6 tiêu chí đánh giá khả năng thanh toán của doanh nghiệp

## 5 loại tài sản có thanh khoản cao:
- Tiền mặt
- Các khoản Đầu tư ngắn hạn
- Các khoản phải thu
- Các khoản ứng trước ngắn hạn
- Hàng hóa tồn kho

## Thanh khoản trong tổ chức tín dụng:
Theo quy định hiện nay của Ngân hàng nhà nước Việt Nam, tỷ lệ dự trữ thanh khoản ngày của một ngân hàng phải đạt tối thiểu 10%, tỷ lệ thanh khoản 30 ngày (tỷ lệ chi trả 30 ngày) phải đạt đạt tối thiểu 50%.
Nghiên cứu thanh khoản hệ thống các NHTM trong giai đoạn 2006-2017, có thể thấy, về cơ bản được đảm bảo an toàn. Trong giai đoạn này, tình trạng khủng hoảng thanh khoản diện rộng không xảy ra. Song cũng có NH đôi lúc còn căng thẳng thanh khoản và những khó khăn thanh khoản cục bộ đối với một số NHTM. Những trường hợp căng thẳng thanh khoản của hệ thống NHTM có thể được nhận biết thông qua biến động lãi suất trên thị trường
Hiện nay, các NHTM rất chú trọng tỷ lệ dự trữ thanh khoản nhằm đảm bảo hoạt động kinh doanh ngân hàng an toàn, hiệu quả. Dự báo thanh khoản chuẩn xác cải thiện hiệu quả sử dụng vốn, làm gia tăng lợi nhuận cho NHTM.

## Rủi ro thanh khoản trong ngân hàng
Tính rủi ro thanh khoản trong các ngân hàng Việt Nam hiện nay, vẫn thường hay xảy ra. Rủi ro thanh khoản được hiểu đơn giản là ngân hàng không có khả năng cung ứng đủ lượng tiền mặt cho các nhu cầu thanh khoản tức thời hoặc cung ứng đủ nhưng với chi phí cao. Nói cách khác, đây là rủi ro xuất hiện khi ngân hàng thiếu khả năng chi trả do không chuyển đổi kịp các loại tài sản ra tiền mặt hoặc không thể vay mượn để đáp ứng yêu cầu của các hợp đồng thanh toán.